# Apachekolos volubilis
Apachekolos volubilis är en tvåvingeart som beskrevs av Scarbrough och Perez-gelabert 2005. Apachekolos volubilis ingår i släktet Apachekolos och familjen rovflugor. Inga underarter finns listade i Catalogue of Life.